# Condado de Nodaway
O Condado de Nodaway é um dos 114 condados do estado americano de Missouri. A sede do condado é Maryville, e sua maior cidade é Maryville. O condado possui uma área de 2 273 km² (dos quais 3 km² estão cobertos por água), uma população de 21 912 habitantes, e uma densidade populacional de 10 hab/km² (segundo o censo nacional de 2000). O condado foi fundado em 1845.